# Liste von Brunnen und Wasserspielen in Radebeul
Die Liste von Brunnen und Wasserspielen in Radebeul gibt einen Überblick über Brunnen und Wasserspiele in der sächsischen Stadt Radebeul. Ein Teil der Anlagen steht heute als Kleinarchitekturen unter Denkmalschutz.

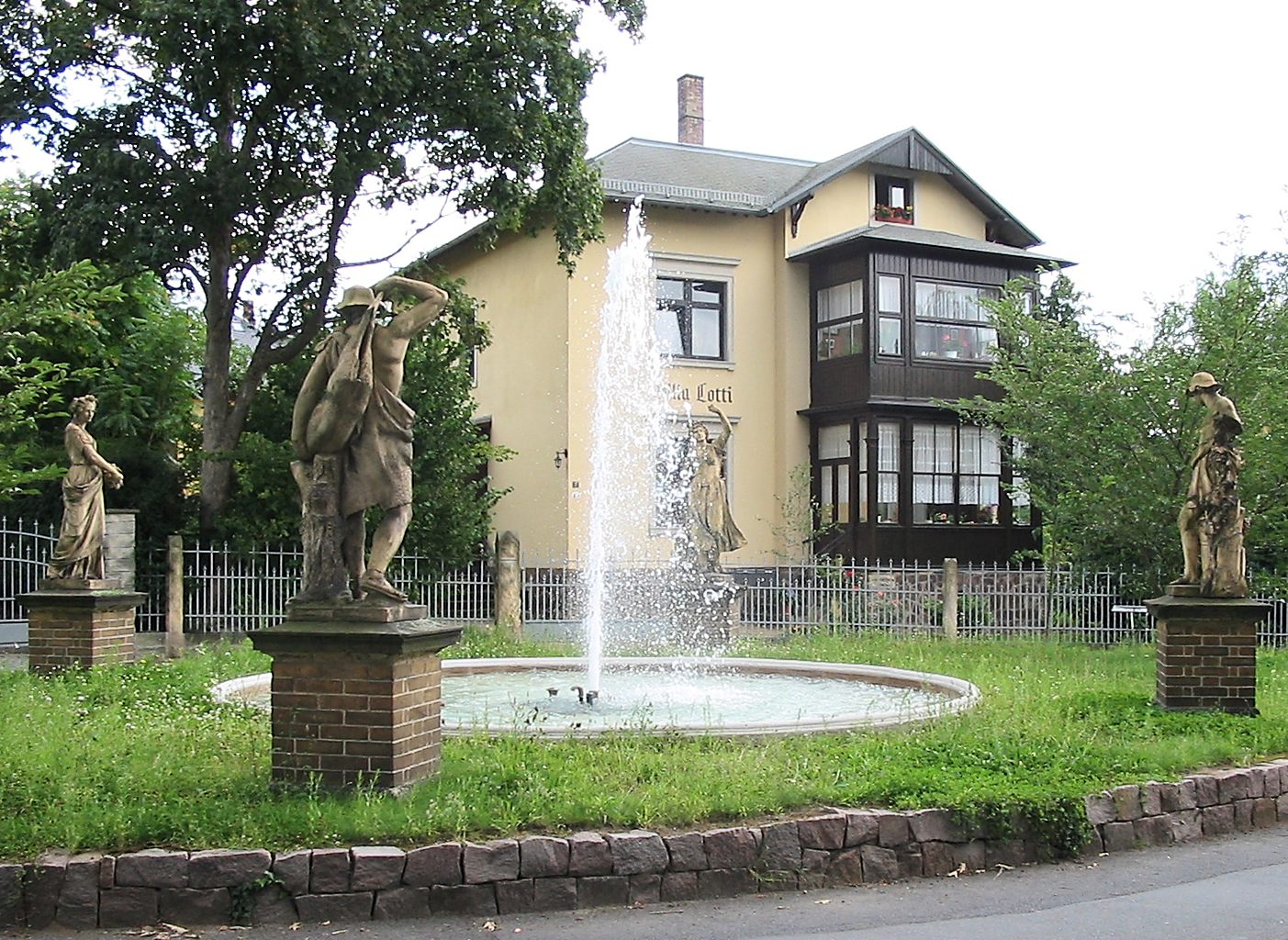
Als Werk der Landschafts- und Gartengestaltung geschützter Fontainenplatz

Während viele der (Halb-)Hufner-Gehöfte in den Dorflagen der Lößnitzortschaften ihre eigenen Schöpfbrunnen hatten, gab es in den Dorfkernen insbesondere für die Häusler gemeindeeigene Brunnen, von denen der 1996 auf dem Anger Altnaundorf wiederentdeckte und restaurierte Brunnen ein Zeugnis ablegt. Ob dies auch für den Dorfkern von Serkowitz galt, wäre zu klären, da dort der Lößnitzbach auf seinem Weg zur Elbe direkt über den Anger floss. Ein sinkender Grundwasserspiegel und der mit dem Anwachsen der Bevölkerung verbundene vermehrte Wasserverbrauch im 18. und 19. Jahrhundert sorgte dafür, dass mit dem Bauantrag für eine Villa oft auch die Schachtung oder Bohrung eines Brunnens mitbeantragt und genehmigt wurde. Viele dieser dann ab den 1920er Jahren nach dem Bau der Leitungswasserversorgung verfüllten beziehungsweise abgedeckten Tiefbrunnen wurden nach der Wende wiederentdeckt und dienen heute teilweise zur Gartenbewässerung mittels Brauchwasser.
Die größtenteils unterhalb der Lößnitz-Hochebene liegenden Radebeuler Weingüter hatten ihre eigene Wasserversorgung. Dort, wo wegen zu großer Tiefe zum anstehenden Grundwasserleiter Schöpfbrunnen nicht mehr angebracht waren, wurden wegen der bergigen Lage Laufbrunnen mit eingefassten Hangquellen genutzt. Im höher gelegenen Gelände wurden Quellen gefasst, deren Wasser dann über Wassergräben und durch Durchbrüche durch Hangkanten zu im Hof der Güter gelegenen Brunnenhäusern geleitet wurden. Teilweise kamen dabei auch seit dem 17. Jahrhundert Röhrfahrten zum Einsatz, deren bekannteste die 1625 in Betrieb genommene hölzerne Straken-Wasserleitung zur Hoflößnitz mit zunächst zwölf Wasserzins-Anliegern war. Röhrleitungen führten auch zum Minckwitzschen Weinberg, seit etwa 1770 vom Stephansborn zu Wackerbarths Ruh’ und seit etwa 1820 von Schwarzes Teich in den Innenhof von Altfriedstein (Roos’sche Wasserleitung).

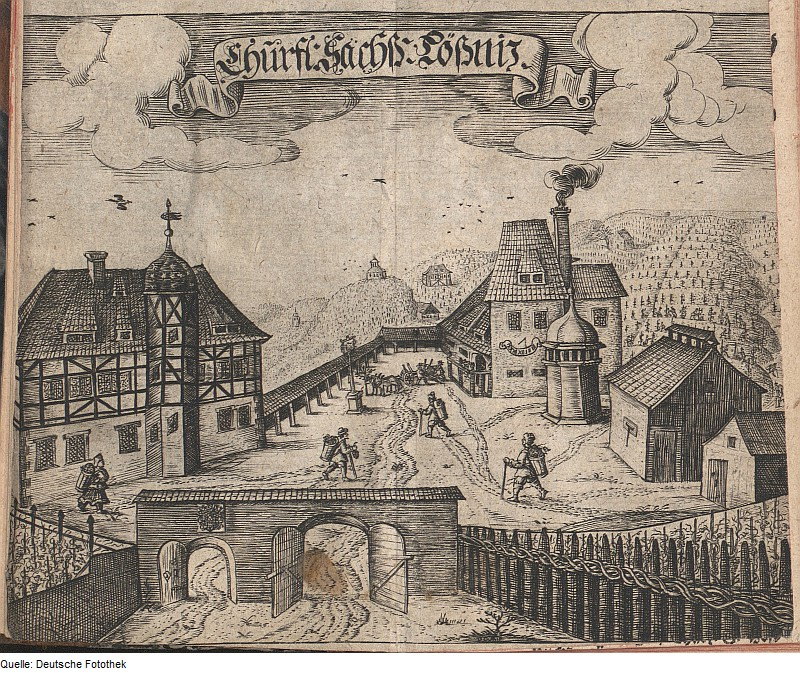
Die Hoflößnitz 1667 (in: Johann Paul Knohlls Klein Vinicultur-Büchlein). Das mehreckige Gebäude rechts in der Mitte ist das Röhrbrunnen- und Churfürsten Augusti Brunnenhaus. Dorthin verlief die Straken-Wasserleitung.

Mit der Entwicklung der heutigen Villenquartiere der Lößnitz kam auch der Wunsch nach einfacherer Wasserversorgung sowie nach Wasser als zierendes Element. 1867/68 bauten die Gebrüder Ziller eine erste eiserne Fall-Wasserleitung vom hochgelegenen Wahnsdorf aus. Doch erst, als sie in der ersten Hälfte der 1870er Jahre das Zillersche Wasserwerk errichteten, waren sie in der Lage, die neuen Häuserquartiere mit Druck-Wasserleitungen anzuschließen. Um die Villen für die Kundschaft attraktiver zu machen, entstanden so zahlreiche Grundstücke mit Zierbrunnen, von denen einige heute noch existieren. Etliche davon sind als Teil der unter Denkmalschutz stehenden Anwesen selbst auch denkmalgeschützt; diese werden im Unterkapitel Denkmalgeschützte Zierbrunnen und Wasserspiele im privaten Raum aufgeführt. Doch gerade die Ziller-Brüder hörten nicht an der privaten Grundstücksgrenze auf. Öffentliche Fontänenanlagen sollten nicht nur die Wohnquartiere verschönern, sondern auch über die Luftbefeuchtung den Staub der nur teilweise befestigten Straßen und Fußwege niederschlagen. Von den solcherartigen Anlagen auf dem Zillerplatz, den beiden Königplätzen in Oberlößnitz und Niederlößnitz sowie auf dem Rondell der damaligen Albertstraße (nach dem seinerzeitigen König) blieb nur die letztere, die heute als Fontainenplatz wieder sprudelt.
Nach der Wende sind in Radebeul neben den historischen Wasseranlagen auch eine Reihe von Zierbrunnen und Wasserspielen neu im öffentlich zugänglichen Raum entstanden.

## Legende
Die in der Tabelle verwendeten Spalten listen die im Folgenden erläuterten Informationen auf:
- Name, Bezeichnung: Bezeichnung des einzelnen Objekts.
- Adresse, Koordinaten: Heutige Straßenadresse, Lagekoordinaten.

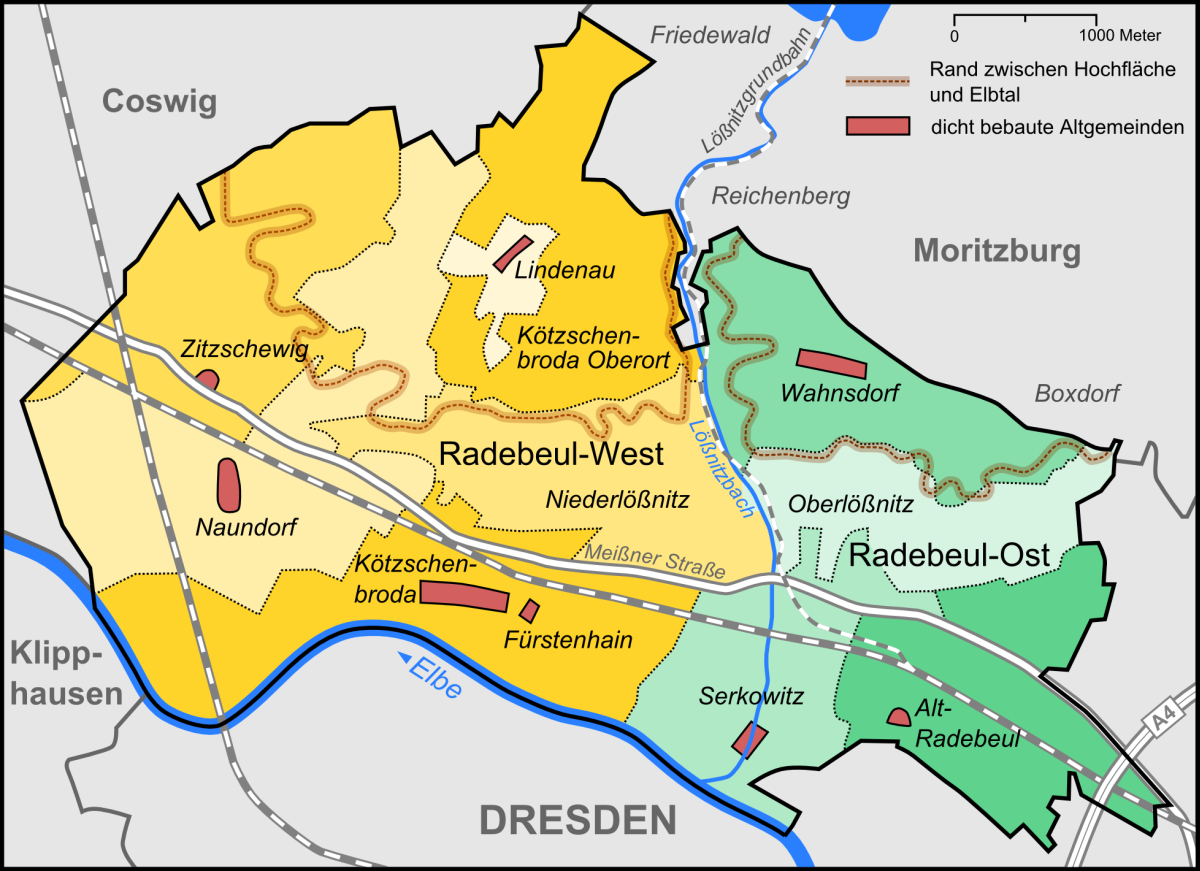
Übersicht über die Lage der Radebeuler Stadtteile

- Stadtteil: Heutiger Radebeuler Stadtteil, so wie in der hiesigen Karte dargestellt.
  - FUE: Fürstenhain
  - KOE: Kötzschenbroda
  - KOO: Kötzschenbroda-Oberort
  - LIN: Lindenau
  - NAU: Naundorf
  - NDL: Niederlößnitz
  - OBL: Oberlößnitz
  - RAD: Alt-Radebeul
  - SER: Serkowitz
  - WAH: Wahnsdorf
  - ZIT: Zitzschewig
- Datum: Besondere Baujahre, so weit bekannt oder ableitbar, teilweise auch Datum der Ersterwähnung der Liegenschaft.
- Bemerkung: Nähere Erläuterungen.
- Bild: Foto des Hauptobjekts.

## Öffentlich zugängliche Zierbrunnen und Wasserspiele
| Name, Bezeichnung                                                           | Adresse, Koordinaten                                               | Stadtteil | Datum              | Bemerkung | Bild                                                                       |
| --------------------------------------------------------------------------- | ------------------------------------------------------------------ | --------- | ------------------ | --- | -------------------------------------------------------------------------- |
| Brunnenskulptur „…gegen den Strom…“ (vor Goldener Anker)                    | Altkötzschenbroda 61 (Lage)                                        | KOE       | 1999               | Auf dem Platz vor dem Goldenen Anker steht eine Edelstahl-Brunnenskulptur des Bildhauers Karl Menzen mit Namen „…gegen den Strom…“. Auf der Welle läuft Wasser herab. | Brunnenskulptur „…gegen den Strom…“ vor dem Goldenen Anker                 |
| Wasserbassin mit Sphinx (unterer Garten) Haus Sorgenfrei                    | Augustusweg 48 (Lage)                                              | OBL       | Ende 18. Jh.       | Im unteren, barocken Garten steht ein sandsteinernes, teilweise geschweiftes Wasserbassin aus der Bauzeit, darin auf einem Sockel eine liegende Sphinx, vor der Brust den Kopf eines Wasserungeheuers, der als Wasserspeier dient. | Wasserbassin mit Sphinx (unterer Garten)                                   |
| Wasserbassin mit Sphinx (oberer Garten) Haus Sorgenfrei                     | Augustusweg 48 (Lage)                                              | OBL       | Ende 18. Jh.       | Im oberen Landschaftsgarten befindet sich unter Bäumen ein sandsteinernes Wasserbassin aus der Bauzeit. An dessen Rand liegt eine Sphinx, vor der Brust den Kopf eines Wasserungeheuers, der als Wasserspeier dient. Der Kopf der Sphinx fehlt. | Haus Sorgenfrei: Wasserbassin mit Sphinx (oberer Garten)                   |
| Wandbrunnen Haus Sorgenfrei                                                 | Augustusweg 48 (Lage)                                              | OBL       | Ende 18. Jh.       | Auf der Rückseite des U-förmigen Herrenhauses, gegenüber dem eingeschlossenen Innenhof, befindet sich in einer korbbogigen Nische der Stützmauer zum höhergelegenen Landschaftsgarten ein nach außen geschweifter Wandbrunnen mit an der Wand aufgesockelter Wasserschale. Die Steine der Stützmauer sind mit Pflanzenmotiven verziert, zudem finden sich einige Tiere, so eine Schildkröte und eine Eidechse. Beidseits des Brunnens stehen zwei Sockel; auf dem linken davon steht ein barocker Putto. | Haus Sorgenfrei: Wandbrunnen                                               |
| Rondell Dr.-Schmincke-Allee                                                 | Dr.-Schmincke-Allee 18–21 (Fontainenplatz) (Lage)                  | SER       | um 1880, 2009      | Auf dem von den Gebrüdern Ziller auf eigene Kosten errichteten Fontainenplatz in der Dr.-Schmincke-Allee steht ein Wasserbecken mit einer 2009 wieder inganggesetzten Fontäne, die heute eine Höhe von 4 m erreicht. Das Bassin ist von der Figurengruppe Vier Jahreszeiten umgeben, die aus vier Figuren der Tonwarenfabrik Ernst March auf Postamenten besteht. | Fontainenplatz: Fontänenanlage mit Figurengruppe                           |
| Eidechsenbrunnen (vor Wohn- und Geschäftshaus Hauptstraße 20)               | Hauptstraße 20 (Lage)                                              | RAD       | 2007               | Der bearbeitete, 88 cm hohe Sprudelstein hat eine bewusst kinderfreundliche Höhe. Um die Verbindung von Wasser und Lebewesen darzustellen, wurde als Zugabe eine 22 cm große Eidechsenplastik an den Rand gesetzt. Der Entwurf des Wasserspiels stammt von dem Designer Lars Ditscherlein, den Diabas-Granit aus der Nähe von Oppach bearbeitete der Kötzschenbrodaer Steinmetz Eric Reich. Der Meißner Bildhauer Mirko Stelzner schuf die Eidechse aus patinierter Bronze. | Brunnen mit Eidechse, Hauptstraße 20                                       |
| Zierbrunnen mit Bronzebildwerk Elblandklinikum Radebeul                     | Heinrich-Zille-Straße 13 (Lage)                                    | NDL       | 1994               | Zierbrunnen mit Bronzebildwerk der Bildhauerin Thea Richter | Zierbrunnen mit Bronzebildwerk                                             |
| Silbersee (Karl-May-Hain)                                                   | gegenüber Karl-May-Straße 5 (Lage)                                 | RAD       | 1932, 1992         | Der Silbersee liegt mittig zwischen dem Karl-May-Findling und dem Herzsee Winnetous im 1932 angelegten Karl-May-Gedächtnishain. Dieser liegt gegenüber dem Karl-May-Museum im ehemaligen Obstgarten des Schriftstellers. 1992 wurde der Hain gartenarchitektonisch wiederhergestellt. | Silbersee im Karl-May-Gedächtnishain                                       |
| Herzsee Winnetous (Karl-May-Hain)                                           | gegenüber Karl-May-Straße 5 (Lage)                                 | RAD       | 1932, 1992         | Das herzförmige Wasserbecken ist der Endpunkt der als modellierte Wasserläufe geschaffenen Wasserkunst im 1932 angelegten Karl-May-Gedächtnishain. Dieser liegt gegenüber dem Karl-May-Museum im ehemaligen Obstgarten des Schriftstellers. 1992 wurde der Hain gartenarchitektonisch wiederhergestellt. | Herzsee Winnetous im Karl-May-Gedächtnishain                               |
| Mühlsteinbrunnen                                                            | Meißner Straße / Paradiesstraße (Grünanlage Am Weißen Ross) (Lage) | SER       | 2008               | Der von der Freimaurerstiftung der Schwerter- und Apfelloge zu Dresden, vertreten durch Christian Barnewitz, aufgestellte Zierbrunnen aus Mühlsteinen, geschaffen von Hans-Peter Bender, erinnert auf einer Stele an die sieben Wassermühlen des Lößnitzbachs. In der Mitte der waagerecht übereinanderliegenden Mühlräder befindet sich ein Wasserüberlauf. | Mühlsteinbrunnen am Weißen Ross                                            |
| Brunnenskulptur „Mäander“ (Wasserversorgung und Stadtentwässerung Radebeul) | Neubrunnstraße (Lage)                                              | RAD       | 2000               | Künstler Karl Menzen. | Brunnenskulptur „Mäander“                                                  |
| Brunnenplastik „Liebespaar“ (Hochzeitsgarten hinter dem Standesamt)         | Pestalozzistraße 4 (Lage)                                          | RAD       | 2015               | Künstlerin Małgorzata Chodakowska. | Hochzeitsgarten mit Brunnenplastik „Liebespaar“                            |
| Wasserspeier Altfriedstein                                                  | Prof.-Wilhelm-Ring 1 (Lage)                                        | NDL       | um 1790            | Der Delfin auf dem Wassertrog in Neufriedstein ist ein Rest der ehemaligen Roos’schen Wasserleitung von Schwarzes Teich nach Altfriedstein, mit dessen Anwesen zusammen er unter Denkmalschutz steht. Der wasserspeiende Delfin befand sich in einer Bogennische der Stützmauer oberhalb des Herrenhauses vor einer Öffnung, die heute noch zur im Berg dahinterliegenden Brunnenkammer führt. | Altfriedstein: Brunnenkammer in Stützmauer                                 |
| Steintrog mit Delfin Altenheim Neufriedstein                                | Prof.-Wilhelm-Ring 28 (Lage)                                       | NDL       | um 1790            | Der Steintrog mit Delfin ist ein Rest der ehemaligen Wasserversorgung von Schwarzes Teich nach Altfriedstein. Der Delfin wurde nach dem Neubau des Altenheims Neufriedstein dorthin versetzt. | Friedstein: „Steintrog mit Delphin“                                        |
| Brunnenanlage Parkanlage Prof.-Wilhelm-Ring                                 | Prof.-Wilhelm-Ring (Lage)                                          | NDL       | nach 1912, 2009/10 | Der Eckpark ist Teil der Villenkolonie Altfriedstein vom Anfang des 20. Jahrhunderts, angelegt durch Schilling & Graebner. Die aus der Stützmauer kommende Speileitung befüllt einen historischen Wassertrog, aus dem das Wasser in einen kleinen Teich überläuft. Heute im öffentlichen Besitz, wurde der Brunnen 2009 durch die Freimaurerstiftung Dresden nach Plänen von Hans-Peter Bender erneuert, ab dem Folgejahr wurde die Grünanlage mit Hilfe einer Spende von Karl-Erivan W. Haub neugestaltet. Die Anlage erhielt den Radebeuler Bauherrenpreis 2011, Kategorie: Garten- und Freiflächengestaltung. | Parkanlage Prof.-Wilhelm-Ring                                              |
| Wasserspiel                                                                 | Richard-Wagner-Straße (Lage)                                       | SER       | 2004–06            | Vor dem Sport- und Freizeitzentrum Krokofit. Entwurf des Platzes von Hendrikje Becker, Entwurf des Wasserspiels von Bärbel Voigt | Wasserspiel vor dem Krokofit                                               |
| Brunnen                                                                     | Robert-Werner-Platz (Lage)                                         | RAD       | 2013               | Bei der Rückumgestaltung der Platzanlage wurde von Hans-Peter Bender ein abgesenkter Sitzplatz geschaffen, dessen Mitte eine Wassermulde mit einem Findling als Sprudelstein einnimmt. | Wasserspiel auf dem Robert-Werner-Platz                                    |
| Wandbrunnen Steinbachhaus                                                   | Steinbachstraße 21 (Lage)                                          | SER       | 1915, 2008         | Der sich auf der Nordseite befindliche Wandbrunnen wurde 1915 von dem Bildhauer Richard König geschaffen. Er hat ein halbrundes Becken, darüber eine Rundbogennische mit Eierstableiste, darin ein Wasserspeier. Seitlich stehen Figurenaufsätze mit Köpfen und Putten mit gotisierenden Motiven. 2008 rekonstruiert. | Wandbrunnen Steinbachhaus                                                  |
| Fontänenanlage Schloss Wackerbarth                                          | Wackerbarthstraße 1 (Lage)                                         | NDL       | 1727–29            | Schloss mit barocker Gartenanlage, Belvedere, Jacobstein, Reste von Gartenplastiken, Einfriedung, Erinnerungstafel und Weinberge. Baumeister Johann Christoph Knöffel, Matthäus Daniel Pöppelmann. Seit 1912 per Ortsdekret unter Denkmalschutz gestellt. Vor der Südseite des Schlosses liegt als Teil der historischen Vorgartenanlage ein großes Wasserbecken, darin eine etwa 7,5 m hohe Fontäne mit eigener Unterwasserpumpe. Das Brauchwasser stammt inzwischen aus neu erbohrten Tiefbrunnen, zudem wird das Regenwasser in Zisternen gesammelt.                                                          | Wasserbecken mit Fontäne vor Schloss Wackerbarth                           |
| Wasserbecken mit Blumenschale Schloss Wackerbarth                           | Wackerbarthstraße 1 (Lage)                                         | NDL       | um 1800            | Schloss mit barocker Gartenanlage, Belvedere, Jacobstein, Reste von Gartenplastiken, Einfriedung, Erinnerungstafel und Weinberge. Baumeister Johann Christoph Knöffel, Matthäus Daniel Pöppelmann. Seit 1912 per Ortsdekret unter Denkmalschutz gestellt. Vor der Substruktion des Belvederes steht ein Wasserbecken mit Blumenschale und Wasserspeier, dazu das Familienwappen von Christian Friedrich von Gregory. Brunneninschrift: „MENSCHENGESCHLECHTER / ZIEHEN VORÜBER WIE DIE / SCHATTEN VOR DER SONNE“.                                                                                                 | Schloss Wackerbarth: Brunnen unter Belvedere                               |
| Wasserband im Wirtschaftsbereich Schloss Wackerbarth                        | Wackerbarthstraße 1 (Lage)                                         | NDL       | um 2002            | Schloss mit barocker Gartenanlage, Belvedere, Jacobstein, Reste von Gartenplastiken, Einfriedung, Erinnerungstafel und Weinberge. Seit 1912 per Ortsdekret unter Denkmalschutz gestellt. Dazu moderner Produktionsbereich des Dresdner Architekturbüros h.e.i.z.Haus. Im Wirtschaftsbereich wurden beidseits des gläsernen Niedergangs zu den historischen Weingewölben zwei moderne Wasserbecken mit Überlaufwasser geschaffen. | Schloss Wackerbarth: Fließwasserbecken beidseits des gläsernen Niedergangs |

## Abgegangene Brunnen und Wasserspiele
| Name, Bezeichnung           | Adresse, Koordinaten                                                                                   | Stadtteil | Datum             | Bemerkung | Bild |
| --------------------------- | --- | --------- | ----------------- | --- | --- |
| Das Dorf. Brunneneinfassung | gefunden bei: Moritzburger Straße 31; verbracht ins: Museum des Königlich Sächsischen Altertumsvereins | KOE/NDL   | 1560              | Brunneneinfassung aus sechs Sandsteinteilen, mit einem Relief von bacchuszugartigen Kindergruppen. Im Zweiten Weltkrieg zerstört. Das in einem Weinberg beim Gasthaus Heiterer Blick gefundene Objekt wurde im Vereinsjahr 1856/57 als Exponat in das Museum des Königlich Sächsischen Altertumsvereins gebracht (Gurlitt, S. 55 f., Fig. 58) und bei der Bombardierung Dresdens 1945 zerstört. | Brunneneinfassung |
| Fontäne Königsplatz         | Eduard-Bilz-Platz (Lage)                                                                               | OBL       | vor 1885, ab 1907 | Vor der Übergabe an die Gemeinde stellten die Gebrüder Ziller auf dem Platz eine Siegessäule mit einer überlebensgroßen Victoria aus Terrakotta auf, darunter in der Futtermauer ein nach Süden in die Sophienstraße blickender löwenköpfiger Wasserspeier mit einem Brunnenbecken, versorgt durch das Zillersche Wasserwerk. Die um 1905 verwahrloste und trockenliegende Anlage wurde ab 1907 durch ein schlichtes Blumenrondell mit Springbrunnen im Wasserbecken ersetzt und durch den sächsischen König als (Oberlößnitzer) Königsplatz gewidmet. Wann der Zierbrunnen beräumt wurde, ist unklar. Heute steht dort der Bilz-Stein. | Königsplatz nach dem Umbau, um 1908, Blick nach Norden. Re. Haus Albertsberg, auf dem Berg der Mäuseturm                          |
| Fontäne Königsplatz         | Rosa-Luxemburg-Platz (vor dem ehemaligen Rathaus Niederlößnitz) (Lage)                                 | NDL       | um 1890           | Der Niederlößnitzer Königsplatz vor dem Niederlößnitzer Rathaus wurde durch eine hohe Fontäne geschmückt. Wann der Zierbrunnen beräumt wurde, ist unklar. | Rathaus Niederlößnitz, davor der Königsplatz mit Fontäne (Postkarte, gestempelt 1905)                                             |
| Fontainenplatz Zillerstraße | Zillerplatz (Lage)                                                                                     | NDL       | 1885              | Auf dem in den 1870er Jahren von den Gebrüdern Ziller als Schmuckplatz angelegten Zillerplatz wurde 1885 zur Aufwertung ein Rondell mit Wasserbecken, darin eine kelchartige Brunnenschale mit einer Fontäne, angelegt. Der Zierbrunnen wurde durch das Zillersche Wasserwerk im Lößnitzgrund betrieben. In der Zeit vor 1910 verschwand die kelchartige innere Brunnenschale, irgendwann später auch die sprudelnde Fontäne. Heute ist die Platzgestaltung unter Asphalt verschwunden und wird von Autos überfahren. | Zillerplatz, Holzstich von 1891. Blick nach Süden in die Zillerstraße. Links das Gotische Haus, rechts die Villa Zillerstraße 13. |

## Denkmalgeschützte Zierbrunnen und Wasserspiele im privaten Raum
| Name, Bezeichnung                        | Adresse, Koordinaten            | Stadtteil | Datum      | Bemerkung | Bild                                                                |
| ---------------------------------------- | ------------------------------- | --------- | ---------- | --- | ------------------------------------------------------------------- |
| Schalenbrunnen Villa Sommer              | Augustusweg 44 (Lage)           | OBL       | 1900       | Villa mit Park und Einfriedung. Baumeister Oskar Menzel | Brunnen vor der Villa Sommer                                        |
| Wasserbecken Landhaus Kurt Albrecht      | Augustusweg 82 (Lage)           | OBL       | 1909–12    | Das Wasserbecken steht in einem Garten mit altem Baumbestand, der sich auf der Südseite vor der Villa zur Straße hin erstreckt. | Von außen nicht einsehbar.                                          |
| Brunnenanlage Hohenhaus                  | Barkengasse 6 (Lage)            | ZIT       | um 1870    | Die Brunnenanlage liegt im Park in den ehemaligen Weinbergterrassen. Sie wird von einer Statuette (Winzer) geschmückt. Die zur Brunnenanlage führende Freitreppe wird von zwei, ebenfalls von der Firma Ernst March stammenden, Tierfiguren flankiert (Schaf und Widder).                                                              | Brunnenanlage                                                       |
| Schalenbrunnen Villa Ernst Louis Kempe   | Bodelschwinghstraße 8 (Lage)    | NDL       | 1904–06    | Im Garten steht ein großer Schalenbrunnen. | Von außen nicht einsehbar.                                          |
| Kaskadenbrunnen Villa Dr.-Külz-Straße 25 | Dr.-Külz-Straße 25 (Lage)       | NDL       | um 1905    | Freistehender dreischaliger Kaskadenbrunnen mit barockisierendem Grottenwerk. | Kaskadenbrunnen Villa Dr.-Külz-Straße 25                            |
| Schalenbrunnen Villa Bernhard Große      | Heinrich-Heine-Straße 10 (Lage) | NDL       | 1891–94    | Der Schalenbrunnen steht in der originalen Gartenanlage, deren Wegeführungen und -einfassungen bis heute erhalten sind. | Brunnenschale vor der Villa Bernhard Große                          |
| Wandbrunnen Hofmann-Villa                | Ledenweg 2 (Lage)               | KOE       | 1915       | Der 3 m hohe, zweischalige Wandbrunnen steht vor der Südterrasse. Er wird von einer 1 m hohen Knabenfigur gekrönt, die einen wasserspeienden Fisch im Arm hält. Der Sockel ist mit Seetieren und Muscheln geschmückt. | Wandbrunnen vor der Hofmann-Villa                                   |
| Brunnenschale Villa Gustav Thoenes       | Meißner Straße 57 (Lage)        | RAD       | 1888/89    | Villa mit Brunnen, Garten und Einfriedung. Baumeister Gebrüder Ziller. Bewohner: Gustav Thoenes | Zierbrunnenreste vor der Villa Gustav Thoenes                       |
| Schalenbrunnen Villa Gotthold Schilling  | Meißner Straße 59 (Lage)        | RAD       | um 1893    | Im Vorgarten steht ein Brunnen, bestehend aus Wasserbecken mit Brunnenschale. | Schalenbrunnen vor der Villa Gotthold Schilling                     |
| Schalenbrunnen Villa Tanger              | Meißner Straße 159 (Lage)       | KOE       | 1873       | Im Garten steht ein Wasserbecken mit einer Sandsteineinfassung sowie einer Mittelschale. | Wasserbecken vor der Villa Tanger                                   |
| Springbrunnen Villa Krüger               | Neue Straße 12 (Lage)           | KOE       | 1858       | In dem parkartigen Garten stehen ein rundes Wasserbecken mit Springbrunnen sowie Vasen auf Postamenten. | Wasserbecken mit Springbrunnen, Neue Straße 12                      |
| Brunnen Villa Paradiesstraße 3           | Paradiesstraße 3 (Lage)         | NDL       | um 1880    | Brunnen zur Villa. Vor der Denkmalliste 2012 unter der Adresse Meißner Straße 150. | Brunnen der Villa Paradiesstraße 3                                  |
| Springbrunnen Villa Alfred Sparbert      | Prof.-Wilhelm-Ring 19 (Lage)    | NDL       | 1907, 2008 | Im Vorgarten der Villa von Schilling & Graebner steht ein Springbrunnen mit einer blütenartigen Wasserschale. Der Bauherr der Villa, der Industrielle Alfred Sparbert, hinterließ auf der linken Seite seine Initialen AS nebst Datierung auf 1907, auf der gegenüberliegenden Seite stehen die Initialen FS nebst Datierung auf 2008. | Springbrunnen vor der Villa Alfred Sparbert                         |
| Schalenbrunnen Birkenhof                 | Spitzhausstraße 28 (Lage)       | OBL       | um 1928    | Der Brunnen besteht aus einer Wasserschale und einem davorstehenden, sich nach unten verjüngenden Pfeiler. | Von außen nicht einsehbar.                                          |
| Schalenbrunnen Haus Jordan               | Weinbergstraße 26 (Lage)        | OBL       | um 1867    | Das Rundbecken mit einem darinstehenden Schalenbrunnen bildet einen Teil der Reste der originalen Gartenarchitektur in Form eines streng symmetrisch angelegten Blumengartens. | Haus Jordan mit Nebengebäuden und Gartenanlage. Blick vom Spitzhaus |

## Lauf- und Schöpfbrunnen
| Name, Bezeichnung                                  | Adresse, Koordinaten          | Stadtteil | Datum                                 | Bemerkung | Bild                                                                    |
| -------------------------------------------------- | ----------------------------- | --------- | ------------------------------------- | --- | ----------------------------------------------------------------------- |
| Dorfbrunnen Altnaundorf                            | Altnaundorf (Lage)            | NAU       | Mittelalter                           | Der Schöpf- und Ziehbrunnen am Südende des Angers Altnaundorf diente für Jahrhunderte als öffentlicher Wasserspender. Er wurde 1896 durch die Gemeinde mit Platten verschlossen und 1996 bei Schachtarbeiten wiederentdeckt. Seit 1998/99 ist er restauriert. | Altnaundorf: Südende des Angers mit Dorfbrunnen unter der Bismarckeiche |
| Brunnenanlage Jägerberg, Teil des Bilz-Sanatoriums | Augustusweg 110 (Lage)        | OBL       | 1850/60, 1871/72, 1895/96             | Villa mit Wintergarten, Stall, Scheune, Remise, Torhaus, Weinkeller, Gartenplastik, Brunnenanlage und z. T. terrassiertem Park, darin künstliche Ruine sowie Bastion mit Aussichtsturm („Blechburg“) und Einfriedung. Bewohner Eduard Bilz | Jägerberg                                                               |
| Brunnenhaus Haus Höhne                             | Bergblick 2 (Lage)            | SER       | 1926                                  | Villa mit Terrassierung, Brunnenhaus und Einfriedung. Besitzer: Alwin Höhne | Garten von Haus Höhne                                                   |
| Oberes Mundloch des Gießmannschen Tunnels          | Waldpark Radebeul-West (Lage) | NDL       | 1876–78                               | Das Mundloch des Gießmannschen Tunnels (Laufwassertunnel von Schwarzes Teich zur Bewässerung des ehemaligen Badhotels, Burgstraße 2) liegt etwa 200 Meter südöstlich des Teiches im heutigen Waldpark, mit dem Teich ehemals durch einen flachen, heute noch in der Landschaft erkennbaren Graben verbunden. | Mundloch im Waldpark, davor der Wassergraben                            |
| Unteres Mundloch des Gießmannschen Tunnels         | Burgstraße (Lage)             | NDL       | 1876–78                               | Das Mundloch des Gießmannschen Tunnels (Laufwassertunnel von Schwarzes Teich zur Bewässerung des ehemaligen Badhotels, Burgstraße 2) kommt auf der westlichen Straßenseite oberhalb der Bebauung aus den Weinbergen. Die zinnengekrönte Sandsteinwand hat eine Rundbogenöffnung mit Kämpferbändern und einem Schlussstein mit Datierung. Der Tunnel ist 2 m hoch und 1 m breit sowie 309 m lang, davon 34 m ausgemauert. | Mundloch in der Burgstraße                                              |
| Brunnenhaus Winzerhaus Erdmann                     | Finstere Gasse 5 (Lage)       | NDL       | um 1724                               | Auf dem Grundstück des ursprünglich als Oberes Winzerhaus zum Minckwitzschen Weinberg gehörenden Haus Erdmann steht ein Brunnenhaus. | Haus Erdmann, Rückseite mit Brunnenhaus                                 |
| Brunnenhaus Tautzschgenhof                         | Graue-Presse-Weg 62 (Lage)    | WAH       | um 1911                               | Am Zufahrtsweg steht ein kleines, polygonales Brunnenhaus mit geschweiftem Dach. | Von außen nicht einsehbar.                                              |
| Brunnenhaus Kurhaus Wettin                         | Haidebergstraße 20 (Lage)     | OBL       | 1927                                  | Das im Hof stehende Brunnenhäuschen ist verbrettert und hat ein geknicktes Zeltdach. Es wurde vermutlich 1927 als Pumpenhaus errichtet. | Brunnenhaus Kurhaus Wettin                                              |
| Born                                               | Krapenbergweg                 | ZIT       | wohl Frühe Neuzeit                    | In den Weinbergen oberhalb der Radebeuler Weingüter lassen sich heute noch viele Borne finden. Dieses sind in der Regel aus Syenit oder Sandstein gemauerte Quellfassungen von Schichtwasser. Sie wurden am Austrittsort der Wasserschicht aus dem Hang gesetzt; von dort wurde das Laufwasser in Gräben und teilweise in Röhrleitungen zu den Brunnenhäusern der Gutshöfe geführt. Aufgrund der Höhenunterschiede konnten auch Wasserspiele betrieben werden. Dieser Born liegt in einem ausgewiesenen Trinkwasserschutzgebiet.                              | Born oberhalb des Zechsteins                                            |
| wassertechnische Anlagen des Kynast                | Kynastweg 26 (Lage)           | ZIT       | um 1750, um 1860 Turmhaus, 1888, 1899 | Ehemaliges Weingut mit Herrenhaus, Turmhaus, Gärtnerhaus, Torhaus, barocker Brunnen bzw. Badehaus, Park mit Bassin und Sonnenuhr, terrassierte Stützmaueranlage, Grotte, wassertechnische Anlagen im Norden. Bewohner: Familie von Bomsdorff, August von Witzleben, Heino Kretzschmar, Ewald Hilger, Hans Marschall | Herrenhaus Kynast                                                       |
| Born                                               | Langenbergweg                 | ZIT       | wohl Frühe Neuzeit                    | In den Weinbergen oberhalb der Radebeuler Weingüter lassen sich heute noch viele Borne finden. Dieses sind in der Regel aus Syenit oder Sandstein gemauerte Quellfassungen von Schichtwasser. Sie wurden am Austrittsort der Wasserschicht aus dem Hang gesetzt; von dort wurde das Laufwasser in Gräben und teilweise in Röhrleitungen zu den Brunnenhäusern der Gutshöfe geführt. Aufgrund der Höhenunterschiede konnten auch Wasserspiele betrieben werden.                                                                                                | Born oberhalb des Zechsteins                                            |
| Mundloch Goldener Wagen                            | Spitzhaustreppe (Lage)        | OBL       | wohl Frühe Neuzeit                    | Im Weinberg Goldener Wagen befindet sich direkt neben der Spitzhaustreppe, relativ weit oben, das Mundloch eines Wassergangs, der aus dem Berg kommt. In ihm steht Wasser, das jedoch durch die Eingangsschwelle zurückgehalten wird. | Mundloch im Goldenen Wagen                                              |
| Quellmundloch des Strakener Quellsystems           | Straken                       | WAH       | wohl Frühe Neuzeit                    | In den Weinbergen oberhalb der Radebeuler Weingüter lassen sich heute noch viele Borne finden. Dieses sind in der Regel aus Syenit oder Sandstein gemauerte Quellfassungen von Schichtwasser. Sie wurden am Austrittsort der Wasserschicht aus dem Hang gesetzt; von dort wurde das Laufwasser in Gräben und teilweise in Röhrleitungen zu den Brunnenhäusern der Gutshöfe geführt. Aufgrund der Höhenunterschiede konnten auch Wasserspiele betrieben werden. Das Strakener Quellsystem mündete am unteren Ende in die Straken-Wasserleitung zur Hoflößnitz. | Born des Strakener Quellsystems                                         |
| Brunnenhaus Meinholdsches Turmhaus                 | Weinbergstraße 10 (Lage)      | OBL       | vermutlich 18. Jh.                    | Das Brunnenhaus war mit der Straken-Wasserleitung der Hoflößnitz verbunden. | Von außen nicht einsehbar.                                              |